# Buritis
Buritis es un municipio brasileño del estado de Rondônia. Se localiza a una latitud 10º12'43" sur y a una longitud 63º49'44" oeste, estando a una altitud de 200 metros. Su población estimada por el Censo 2010 es de 32.383 habitantes.